# Korhan Abay
Korhan Abay (ur. 1 stycznia 1954 roku w Stambule) – turecki aktor, reżyser i producent.
W maju 2004 roku współprowadził (razem z Meltem Cumbul) 49. Konkurs Piosenki Eurowizji organizowany w Stambule.

## Filmografia

### Filmy
- 2007 – Se upp för dårarna
- 1987 – Alamancının karısı
- 1986 – Kıskıvrak
- 1976 – Mahallede şenlik var
- 1976 – Kötüler de Ağlar
- 1975 – Canavar cafer
- 1975 – Kazım'a ne lazım
- 1975 – Soysuzlar

### Seriale
- 2002 – Ev hali jako Tolga
- 1987 – Büyük koşu
- 1977 – Şıpsevdi